# 13.er Escuadrón de la RAF (Reino Unido)
El 13.er Escuadrón era un escuadrón de la Real Fuerza Aérea británica, fundado el 10 de enero de 1915, disuelto el 13 de mayo de 2011. Se espera que se reactive en el 2012, para operar el avión no tripulado MQ-9 Reaper, desde la base de la RAF en Waddington.
Las aeronaves utilizadas por el escuadrón incluyen Martinsyde g.100, el F.E.2 de la Real Fábrica de Aviones, el SPAD VII y SPAD XIII, el Sopwith Dolphin, Lysanders, Mosquito, Meteor y Canberra. A partir de 1990 operó con aviones Panavia Tornado, en un principio, con el modelo GR1A, desde la base de la RAf en Honington, y más tarde el modelo GR4/4A, en la base en Marham.

## Historia
El 13.er escuadrón se formó en Gosport, el 10 de enero de 1915, y operó en Francia, inicialmente en tareas de cooperación con el Ejército, y, posteriormente, en tareas de bombardeos. Los tipos de aeronave operados durante la guerra incluyeron la Martinsyde g.100, el F.E.2 de la Real Fábrica de Aviones, el SPAD VII y SPAD XIII, y el Sopwith Dolphin.
Los años entre las guerras mundiales, operó una variedad de tipos de aeronaves en Inglaterra. En el otoño de 1939, el Escuadrón estaba equipado con Lysanders y desarrolló sus funciones en Francia hasta mayo de 1940, cuando cambió sus funciones y su teatro de operaciones, volando una variedad de aviones bombarderos en el Mediterráneo hasta el final de la Guerra . La paz trajo consiguió el regreso a las tareas de reconocimiento, originalmente con aviones Mosquitos, Meteor y Canberra, operando desde, Egipto, Chipre y Malta. En 1978, el Escuadrón regresó al Reino Unido, volando los aviones Canberra PR9, construido por Short Brothers, hasta que la unidad se disolvió en 1982, lo que traería aparejado un paréntesis de ocho años en sus 91 años de historia.

## Primera guerra del Golfo
El 1 de enero de 1990, el escuadrón fue reactivado en la base de la RAF en Honington, equipado con aviones Tornado GR.1A. Estos aviones fueron equipados con equipamiento nuevo para reconocimientos nocturnos, que les permitía explorar durante todo tiempo que la capacidad del Tornado poseía, mediante el uso de un sistema único de sensores de infrarrojos y videocámaras.
A medida que la Coalición Aliada comenzó a desplegar fuerzas en el Golfo, en la última parte de 1990, rápidamente se hizo evidente que la capacidad de reconocimiento nocturno del Tornado GR.1A podría proporcionar información vital a los comandantes aliados. Como resultado, el 15 y 16 de enero de 1991, inmediatamente antes de que comenzaron las hostilidades, seis aviones fueron enviados a Arabia Saudita. Durante las primeras noches de la Guerra, la unidad de reconocimiento descubrió con éxito varios de los evasivos lugares donde se encontraban misiles Scud. Por estas misiones, el personal del escuadrón recibió el apodo 'Scudhunters" (cazadores de scud).
La mayoría de las misiones eran en las regiones centrales y orientales de Irak, en tareas para identificar la disposición de varias fuerzas terrestres iraquíes en preparación pasra la ofensiva terrestre. Aunque el resto de las fuerzas aéreas de la coalición se trasladaron a operaciones de nivel medio después de las primeras noches de la guerra aérea, los GR.1As operaron por la noche y en baja altura, durante el resto del conflicto.
Al final de la guerra, unos 128 misiones de reconocimiento se había volado por el destacamento. Sin embargo, esta no fue la única contribución del 13.er Escuadrón a la victoria de la coalición; para el Escuadrón fue también fundamental para el éxito del Tornado, el TIALD (designador láser aerotransportado por imagen térmica). En diciembre de 1990, el TIALD existía en forma de prototipo, cuando se decidió a acelerar el desarrollo para su posible uso en el Golfo. Tripulaciones del 4° escuadrón comenzaron a testearlo desde mediados de enero y, después de los resultados alentadores, cuatro aviones volaron a Tabuk, Arabia Saudita. Al final de la Guerra, se llevaron a cabo 72 misiones exitosas con el TIALD. Después de la guerra, el escuadrón continuó con funciones de entrenamiento, en la base en Honington. También, tomó parte en la Operación Jural, el monitoreo de una zona de exclusión aérea en el sur de Irak, por debajo de la 32° paralelo norte.

## Marham
El 1 de febrero de 1994, el 13.er escuadrón se trasladó a la base en Marham. Desde ese momento, el Escuadrón ha participado en una serie de ejercicios con éxito en todo el mundo, desde Yuma, Arizona en los Estados Unidos, hasta Penang, Malasia. Despliegues hacia teatros de operaciones han seguido siendo una característica importante de la vida del escuadrón de haber participadoo en la Operación Warden y la Operación Bolton, con tareas de monitoreo de las zonas de exclusión norte y sur de Irak. Del escuadrón se efectuó la última salida de un Tornado en apoyo a la Operación Telic en 2009.
En el verano de 2010, el escuadrón realizó vuelos de apoyo aéreo en Afganistán como parte de la Operación Herrick, y en 2011 se dispararon misiles Storm Shadow contra Libia en los primeros días de la Operación Ellamy. Unas semanas más tarde, el 13 de mayo de 2011, el escuadrón fue disuelto como parte de las reducciones anunciadas por el "Strategic Defence and Security Review" (Revisión Estratégica de Defensa y Seguridad) en 2010.

## Futuro
En el desfile por la disolución de 13.er escuadrón de mayo de 2011, el Jefe de Estado Mayor del Aire anunció la formación de una segunda unidad que operaría los nuevos aviones MQ-9 Reaper UAV, que recibirá la numeración del 13.er escuadrón, a formarse en el 2012, en la base de la RAf en Waddington.